# Christopher Greatwich
Christopher Robert Barbon Greatwich (* 30. September 1983) ist ein ehemaliger englisch-philippinischer Fußballspieler, der für die philippinische A-Nationalmannschaft spielte.

## Karriere
Greatwich spielte als Schüler für Brighton & Hove Albion. Er studierte von 2003 bis 2006 an der Drury University in Missouri, USA. In der Rückrunde 2006/07 spielte er beim FC Lewes, wechselte dann aber im Sommer 2007 zu Bognor Regis Town. Von 2008 bis 2010 stand er beim FC Ringmer unter Vertrag. Dann kehrte er in die USA zurück und lief für die Morris County Colonials auf. Anfang 2013 wechselte er dann zum philippinischen Erstligisten Kaya FC-Iloilo. Dort beendete er dann drei Jahre später seine aktive Karriere.

## Sonstiges
Sein Bruder Philip Greatwich (* 1987) spielte ebenfalls für die philippinische Fußballnationalmannschaft.